# Balistes willughbeii
Balistes willughbeii is een  straalvinnige vissensoort uit de familie van trekkervissen (Balistidae). De wetenschappelijke naam van de soort is voor het eerst geldig gepubliceerd in 1839 door Lay & Bennett.